# Tabanus equalis
Tabanus equalis är en tvåvingeart som beskrevs av James Stewart Hine 1923. Tabanus equalis ingår i släktet Tabanus och familjen bromsar. Inga underarter finns listade i Catalogue of Life.